# Dōtaku

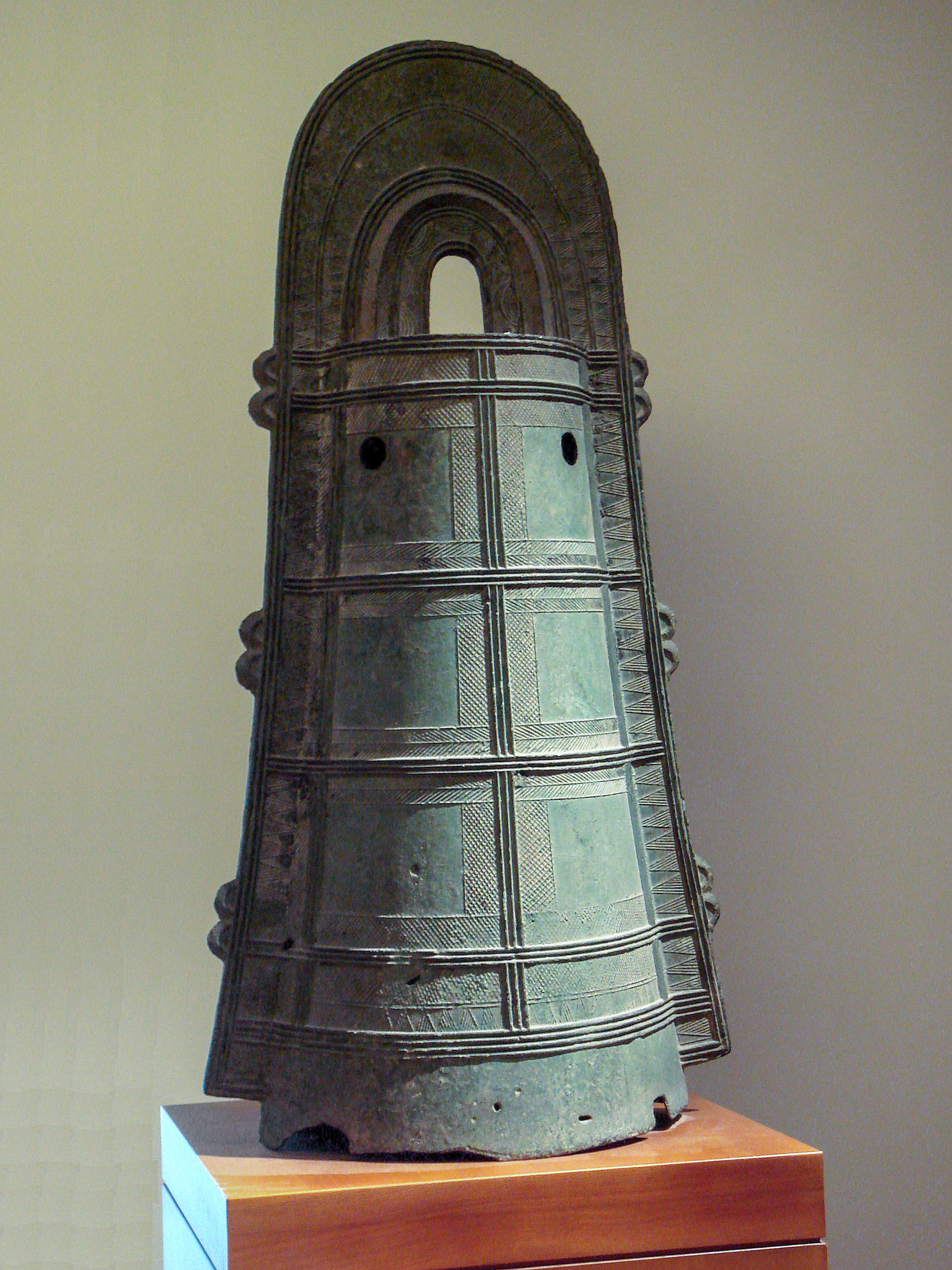
Dōtaku z okresu Yayoi

Dōtaku (jap. 銅鐸) – bogato zdobione dzwony wiszące, wykonane z brązu, wytwarzane w erze Yayoi w Japonii, znajdowane w wielu wykopaliskach archeologicznych. Ich pierwotna nazwa nie jest znana. Obecna nazwa funkcjonuje od okresu Meiji. Ze względu na swój kształt, w okresie Edo nazywane były sanagi (jap. 蛹 poczwarka). Dōtaku zakopywane były w ziemi na wzgórzach dominujących nad okolicą, co wskazuje na ich funkcje rytualne lub magiczne. Znajdowane są najczęściej na terenach centralnych Honsiu (Honshū) oraz w północno-wschodniej części Sikoku (Shikoku).

## Wykopaliska archeologiczne
Dōtaku były wytwarzane i wykorzystywane w celach rytualnych przez około 400 lat począwszy od II wieku p.n.e. Do tej pory na terenie Japonii znaleziono około 500 dzwonów. Ilość znalezionych dzwonów na określonych obszarach przedstawia się następująco:
- prefektura Hyōgo – 56
- prefektura Shimane – 54
- prefektura Tokushima – 42
- prefektura Shiga – 41
- prefektura Wakayama – 41
- Łącznie na terenie całej Japonii – około 500

## Wygląd
Wielkość dzwonów waha się w granicach od 12 cm do ponad 1 metra. Dzwony z I wieku miały już 60 cm i z biegiem czasu wytwarzano coraz większe, aż w II wieku ich wielkość przekroczyła 1 m, osiągając 134 cm. Największy, znaleziony dōtaku mierzy 144 cm i waży 45 kg (znaleziony w 1881 roku).
Dōtaku wytwarzane w regionie Kinki zawsze mają wzory na powierzchni. Najczęściej spotykany jest wzór nazywany kesa-dasuki-mon (jap. 袈裟襷文), w którym krzyżują się pasy pionowe i poziome. Wcześniejszym wzorem wykorzystywanym do zdobienia dzwonów był wzór płynącej wody (jap. 流水文 ryūsui-mon). Miejsca, w których krzyżują się pasy pionowe i poziome mają zazwyczaj kształt rombu, z wyjątkiem dzwonów znalezionych w prefekturze Osaka, gdzie mają kształt okrągły.
Dzwony pochodzące z około drugiej połowy II wieku p.n.e. mierzyły ponad 40 cm i były zdobione wzorem płynącej wody. Wzór ten zanikł około I wieku p.n.e., gdy został zastąpiony prymitywnymi wzorami przedstawiającymi budynki, łodzie, sprzęty i obyczaje z okresu Yayoi.